# Ugrinovci (Zemun)
Ugrinovci (Servisch cyrillisch Угриновци) is een plaats in de Servische gemeente Zemun. De plaats telt 7199 inwoners (2002).